# Ignazio Mosé I Daoud
Ignazio Mosé I, nato Basil Daoud (Meskanè, 18 settembre 1930 – Roma, 7 aprile 2012), è stato un cardinale e patriarca cattolico siriano.

## Biografia
Ordinato sacerdote nel 1954, compì gli studi a Gerusalemme e presso la Pontificia Università Lateranense, dove si licenziò in Diritto canonico: fu poi segretario del patriarca di Antiochia e lavorò presso il tribunale ecclesiastico patriarcale di Beirut.
Nel 1977 fu eletto vescovo dell'eparchia del Cairo dei Siri; fu poi trasferito all'arcieparchia di Homs (1994) e fu infine eletto patriarca di Antiochia (1998).
Nel 2000 papa Giovanni Paolo II lo nominò prefetto della Congregazione per le Chiese Orientali e gran cancelliere del Pontificio Istituto Orientale. Il 21 febbraio 2001 il pontefice lo innalzò alla dignità cardinalizia.
Il 9 giugno 2007 papa Benedetto XVI accolse la sua rinunzia, presentata per raggiunti limiti d'età, all'incarico di prefetto della Congregazione per le Chiese orientali.
Fu membro delle congregazioni per la Dottrina della Fede e delle Cause dei Santi e dei pontifici consigli per l'Interpretazione dei Testi Legislativi e per la Promozione dell'Unità dei Cristiani.
Nel Maggio del 2003 accetta l’invito di Monsignor Francesco Giungata Cappellano dello SMOM, a presiedere a Crotone il Triduo di Preghiera in onore del Beato Fra’ Gerardo Sasso, Fondatore dell’Ordine di Malta in concomitanza della Visita Ufficiale a Crotone di Sua Altezza Eminentissima il Principe e Gran Maestro Fra’ Andrew Bertie, poi Servo di Dio. Nell’occasione Sua Beatitudine benedice il maestoso monumento sulla piazza, la prima al mondo,  intitolata al Fondatore dell’Ordine di Malta, alla presenza di 60 Eccellentissimi Ambasciatori, delle massime autorità civili politiche religiose e militari regionali di Calabria. Durante i festeggiamenti viene insignito della Cittadinanza Onoraria della città di Santa Severina (KR) su proposta di Monsignor Francesco Giungata accettata dalla Giunta Comunale.
Muore a Roma, dopo alcuni giorni di ricovero, il 7 aprile 2012, Sabato Santo, all'età di 81 anni, per complicanze dopo un ictus.
Le esequie si sono tenute il 10 aprile alle ore 17 all'Altare della Cattedra della Basilica di San Pietro. Il 16 aprile è stato sepolto nella cripta dei patriarchi del monastero di Charfeh ad Achrafieh.

## Genealogia episcopale e successione apostolica
La genealogia episcopale è:
- Patriarca Ignazio Matteo Benham
- Patriarca Ignazio Giorgio V Sayar
- Patriarca Ignazio Antonio I Samheri
- Patriarca Ignazio Giorgio V Chelhot
- Patriarca Ignazio Efrem II Rahmani
- Cardinale Ignazio Gabriele I Tappouni
- Patriarca Ignazio Antonio II Hayek
- Cardinale Ignazio Mosé I Daoud

La successione apostolica è:
- Arcivescovo Basile Georges Casmoussa (1999)
- Arcivescovo Théophile Georges Kassab (2000)